# Puig de les Pasteres
El Puig de les Pasteres és una muntanya de 157 metres que es troba al municipi de Palafrugell, a la comarca catalana del Baix Empordà.